# Sint-Jan Baptistkerk (Sint-Jan)

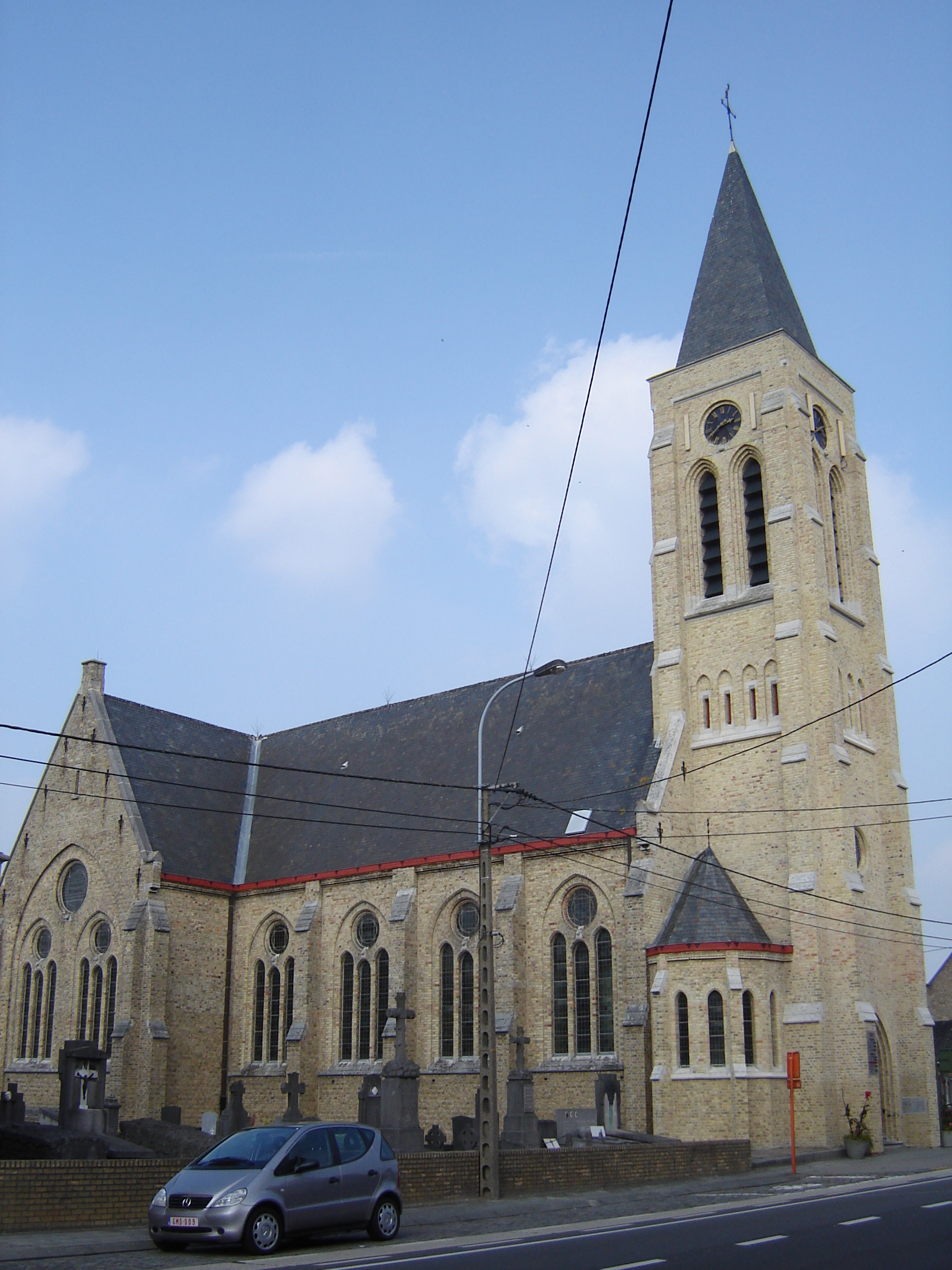
Sint-Jan Baptistkerk

De Sint-Jan Baptistkerk is de parochiekerk van de tot de West-Vlaamse gemeente Ieper behorende plaats Sint-Jan, gelegen aan de Brugseweg 296.

## Geschiedenis
In 1237 werd het Ieperse leprozenhuis afgebroken en buiten de stad opnieuw gesticht op een heuvel, Hoge Zieken genaamd. Ook kwam er een aan Maria Magdalena gewijde kapel, waar vanaf 1292 missen werden opgedragen. Omstreeks 1637 werd het leprozenhuis gesloten. De kapel diende toen als kerk voor de bewoners van het inmiddels nabij het ziekenhuis gegroeide dorpje Sint-Jan. In 1810 werd het kerkelijk bij de Sint-Jacobsparochie te Ieper gevoegd, maar in 1839 werd het een zelfstandige parochie.
Tijdens de Eerste Wereldoorlog werd de kerk in 1915 verwoest. Wederopbouw volgde in 1923, naar het voorbeeld van de verloren gegane kerk. Architect was L. Damide.

## Gebouw
Het betreft een eenbeukige kruiskerk, uitgevoerd in gele baksteen, met voorgebouwde toren, welke drie geledingen heeft. Het koor heeft een driezijdige sluiting.
Het kerkmeubilair omvat een marmeren communiebank, hoofd- en zijaltaren en preekstoel in art-decostijl. Verder bezit de kerk ook neogotisch meubilair.